# Aloe brachystachys
Aloe brachystachys é uma espécie de liliopsida do gênero Aloe, pertencente à família Asphodelaceae.